# De vreemdeling
De vreemdeling (Franse titel L'étranger) is een roman van Albert Camus. De eerste druk verscheen in 1942 bij uitgeverij Gallimard in Parijs. De roman wordt door critici vaak gezien als een existentialistische parabel, maar Camus zelf verzette zich sterk tegen het label existentialisme.

## Samenvatting
De hoofdpersoon en ik-figuur, Meursault, is een in zichzelf gekeerde, wereldvreemde man die een moord pleegt waarvoor hij ter dood wordt veroordeeld. In het eerste deel komen aan bod wat aan de moord voorafging en de moord zelf.
Meursault is kantoorbediende bij een rederij. Als hij bericht krijgt van de dood van zijn moeder, keert hij terug naar het dorp waar zij in een tehuis woonde. Tijdens de begrafenis toont hij geen verdriet, noch betrokkenheid. Hij blijkt een man zonder ambitie, zonder emotionele betrokkenheid bij anderen en volstrekt onverschillig tegenover het leven. Voor Meursault staat geluk gelijk aan een routinematig bestaan dat vrij is van veranderingen. Hij ontmoet Marie, een vrouw op wie hij ooit verliefd was. De dag na de begrafenis begint hij met haar een relatie.
Buurman Raymond Sintès, die ervan verdacht wordt een pooier te zijn, dringt zijn vriendschap aan Meursault op. Raymond heeft een maîtresse die hij met hulp van Meursault een vuile streek levert. Haar broer (een Arabier) zweert wraak. Wanneer Meursault, Raymond en diens vriend Masson op het strand het pad kruisen van de Arabier en zijn vrienden ontstaat een vechtpartij. Een van de vrienden van de Arabier trekt een mes en verwondt Raymond, waarna Meursault en Masson hem naar hun strandhuisje brengen. Wanneer Meursault terugkeert met Raymonds pistool, komt hij de Arabier, de broer van de maîtresse, opnieuw tegen. Door de hitte van dat moment, het felle zonlicht en een verdachte beweging van de ander trekt hij het pistool en vuurt op de man. Daarna beschiet hij hem nog viermaal.
Het tweede deel van de roman behandelt de berechting van Meursault. In het proces lijkt niet zozeer de moord zelf centraal te staan (het betrof ‘slechts een Arabier’) maar de vraag of Meursault in staat is berouw te tonen. Het feit dat hij geen verdriet toonde bij het overlijden van zijn moeder en dat hij zo kort na de begrafenis een relatie begon, maken hem verdacht. Dat hem verweten wordt goddeloos te zijn raakt hem niet. Gedurende het hele proces voert hij niets aan ter verdediging. Uiteindelijk worden hem zijn gebrek aan berouw en schijnbare gevoelloosheid zwaar aangerekend: hij wordt ter dood veroordeeld.
In de dodencel krijgt Meursault bezoek van een pastor die hem tracht te bekeren. Meursault ontsteekt hierop in woede, waarna hij zich lijkt te verzoenen met zijn lot. Voor het eerst staat hij open voor de "tedere onverschilligheid van de wereld" en zijn dood zal het hoogtepunt worden van zijn absurde bestaan. Hij is gelijk aan allen. Iedereen is een ter dood veroordeelde. En juist vlak voor de dood is het leven bitterzoet.

## Achtergronden
Albert Camus heeft als schrijver aanvankelijk het existentialisme omarmd. Maar later ontwikkelde Camus een eigen visie op de zin van het bestaan (of preciezer: het ontbreken daarvan). Deze visie, die absurdisme wordt genoemd, bracht Camus voor het eerst tot uitdrukking in De Mythe van Sisyphus.
Terwijl het existentialisme nog een heldenrol voor de mens ziet weggelegd, zolang hij maar boven zichzelf uitstijgt en onafhankelijk zonder verantwoordingsplicht werkelijk existeert, ziet het absurdisme de held als iemand die de zinloosheid van het leven als zodanig erkent en toch wil voortleven. Dit thema vormt het filosofische kader waarin De vreemdeling zich afspeelt.
Meursault is emotioneel onafhankelijk en vrij, hij treurt niet om zijn moeder die in zijn ogen ontsnapt is aan de absurditeit van het bestaan. Maar werkelijke vrijheid kent hij niet. Hij zit opgesloten in onbegrip en later wordt hem in zijn cel ook de fysieke vrijheid ontnomen. Bij het naderen van zijn dood ziet hij echter de gelegenheid ontstaan werkelijk vrij te zijn door – hoe tegenstrijdig ook – de verantwoordelijkheid voor zijn eigen leven te nemen. Hij hoopt dan ook vurig dat zijn executie zal worden bijgewoond door veel mensen die hem "met kreten van haat" begroeten, opdat zijn heldendom niet onopgemerkt voorbijgaat.
Meursault is allerminst een immorele of onrechtvaardige man. Hij beschouwt het als immoreel wanneer hij zijn lot zou ontlopen door zichzelf anders voor te doen dan hij werkelijk is. Zijn gevoel voor waarheid en rechtvaardigheid beletten hem toe te geven aan de veronderstelde plicht berouw te tonen. Hij voelt geen berouw en sterft liever dan daarover te liegen.
Meursault was, net als Albert Camus zelf, een pied-noir (= “zwartvoet”), oftewel iemand van Europese (Franse) afkomst die als kolonist leefde in Algerije. In die zin was hij letterlijk een vreemdeling. Maar ook zijn positie als de onbegrepen man maakt hem tot een vreemde held.

## Trivia
- De vreemdeling werd in 1999 in Le Mondes verkiezing van de beste 100 Boeken van de Eeuw door het Franse lezerspubliek op nummer 1 gekozen. In 2002 werd het boek ook opgenomen in de lijst van 100 beste boeken uit de wereldliteratuur, samengesteld op initiatief van de gezamenlijke Noorse boekenclubs en de Zweedse Academie.
- De debuutsingle Killing an Arab uit 1979 van de Britse popgroep The Cure is geïnspireerd door het boek.
- In 2013 verscheen het boek in stripvorm van de hand van Jacques Ferrandez.
- In 2014 publiceerde de Algerijnse schrijver Kamel Daoud zijn Meursault, contre-enquête[1] In deze roman is de ik-figuur Haroun op zoek naar een evenwicht met De vreemdeling door aandacht te vragen voor zijn grote broer Moussa, die door Meursault is vermoord. In het boek van Camus krijgt Moussa slechts de aanduiding 'Arabier', maar de ik-figuur geeft hem een gezicht en een persoonlijkheid. Hij wil eerherstel voor zijn broer en een nieuw evenwicht na het eenzijdige beeld dat Camus' roman oproept.
- In 2018 bewerkte de Nigeriaans-Britse schrijver Ben Okri het boek voor het toneel.

## Verfilmingen
- In 1967 maakte Luchino Visconti een verfilming onder de Italiaanse titel Lo straniero, met in de hoofdrol Marcello Mastroianni.
- In 2011 werd het boek verfilmd door Felix van Cleeff met Philippe Saba in de hoofdrol.[2]

## Nederlandse vertalingen
- Albert Camus, De vreemdeling, vertaling Adriaan Morriën, De Bezige Bij, Amsterdam, 1e druk 1949, 2004.
- Albert Camus, De vreemdeling, vertaling Peter Verstegen, De Bezige Bij, Amsterdam, 31e volledig herziene druk, 2013.[3]